# Bahnhof Manchester Piccadilly

Manchester Piccadilly, ursprünglich Store Street, von 1847 bis 1960 Manchester London Road, ist der Hauptbahnhof der britischen Stadt Manchester und liegt an der West Coast Main Line. Es verkehren Züge unter anderem nach London, Birmingham, Cardiff und Schottland sowie zu zahlreichen Reisezielen im Norden Englands. Abgesehen von acht Bahnhöfen in London ist Manchester Piccadilly der größte und meistfrequentierte Bahnhof Englands und nach Glasgow Central der zweitgrößte Großbritanniens. Im Betriebsjahr 2005/06 wurde er von 21,230 Millionen Fahrgästen genutzt. An Bedeutung übertrifft er die beiden anderen Bahnhöfe im Stadtzentrum – Manchester Victoria und Manchester Oxford Road – bei weitem. Manchester Piccadilly ist einer von 17 Bahnhöfen, die nicht von einer Bahngesellschaft verwaltet werden, sondern von der Infrastrukturgesellschaft Network Rail.
Der oberirdische Kopfbahnhof umfasst zwölf Bahnsteige, die mehrere Meter erhöht über dem Straßenniveau liegen. Südlich der Bahnhofshalle befinden sich die Durchgangsgleise 13 und 14, die von der Haupthalle über einen Fahrsteig erreichbar sind. Unterhalb der Bahnhofshalle befindet sich der Haupteingang, der zum Parkplatz und den Taxi-Halteplätzen führt. Im ehemaligen Kellergeschoss des Bahnhofs befindet sich eine Station der Stadtbahn Manchester Metrolink.

## Geschichte

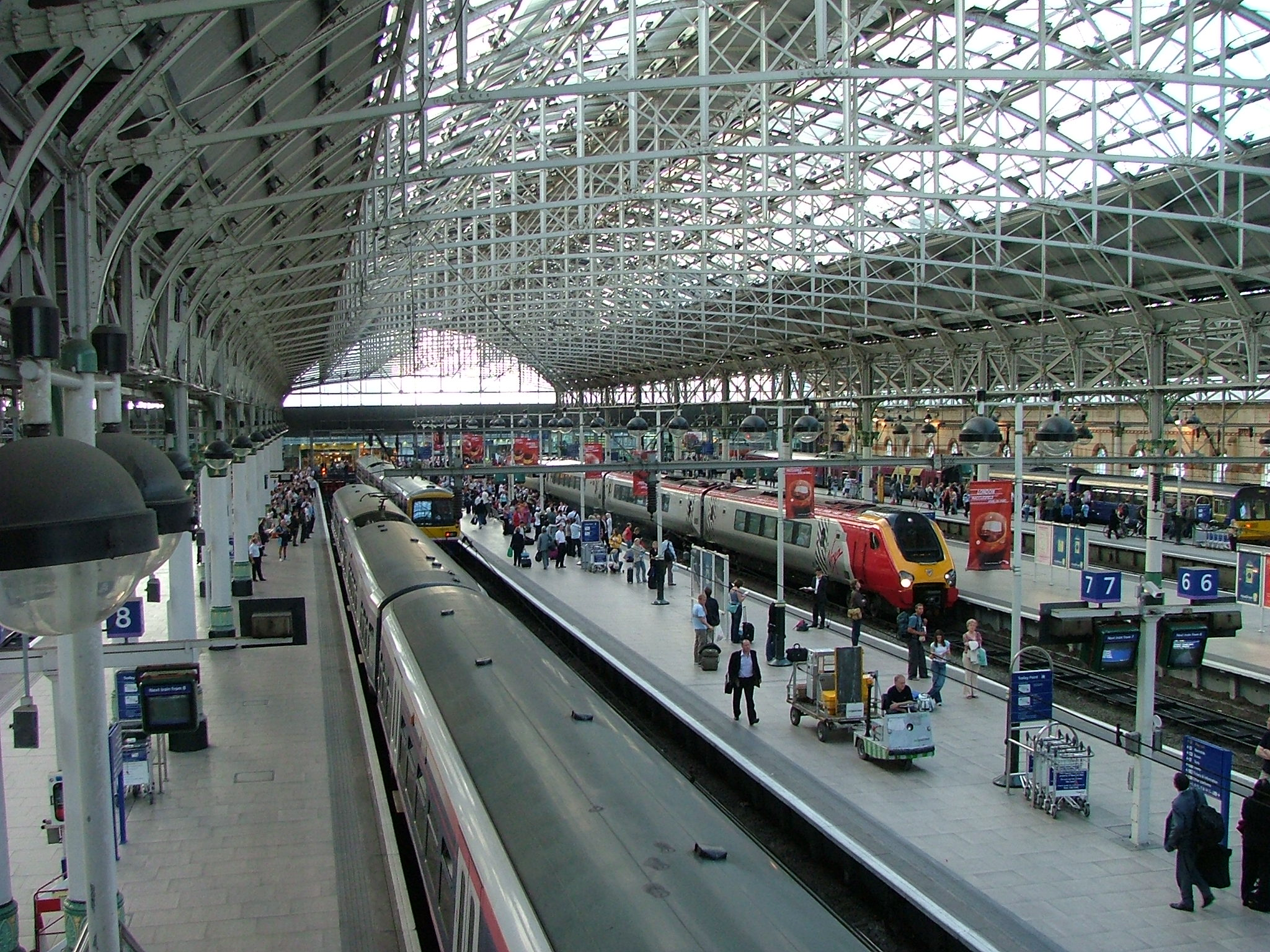
Haupthalle des Bahnhofs

Die Eröffnung des Bahnhofs erfolgte am 8. Mai 1842. Zu Beginn hieß er Store Street, wenig später Bank Top. Es handelte sich dabei um die Endstation der Manchester and Birmingham Railway, die sich ab August 1844 den Bahnhof mit der Sheffield, Ashton-under-Lyne and Manchester Railway teilte. 1847 wurde der Bahnhof in London Road umbenannt. Auch die London and North Western Railway, die Great Central Railway und die North Staffordshire Railway nutzten den Bahnhof.
Nach der Vereinigung fast aller britischen Bahngesellschaften zu vier Unternehmen im Jahr 1923 hielten hier Züge der London, Midland and Scottish Railway und der London and North Eastern Railway. Selbst nach der Verstaatlichung im Jahr 1948 war London Road in zwei betrieblich eigenständige Teile getrennt, da zwei verschiedene, strikt getrennte Betriebsregionen von British Rail hier aufeinandertrafen.
Im Jahr 1910 war nebenan der Bahnhof Manchester Mayfield eröffnet worden, um den stetig zunehmenden Personenverkehr bewältigen zu können. Zwar wurde er 1952 wieder geschlossen, bis 1960 hielten hier aber noch einzelne Sonderzüge. Zwischenzeitlich war im Bahnhof Mayfield ein Paketzentrum untergebracht.
Nach dem Umbau im Jahr 1960 wurde der Bahnhof London Road in Piccadilly umbenannt. Ende der 1990er Jahre ersetzte man das Glasdach der Haupthalle. 2001 und 2002 erfolgten im Hinblick auf die Commonwealth Games 2002 weitere Umbauten. Im Kellergeschoss richtete man 1992 die Stadtbahn-Haltestelle von Manchester Metrolink ein.

## Betrieb

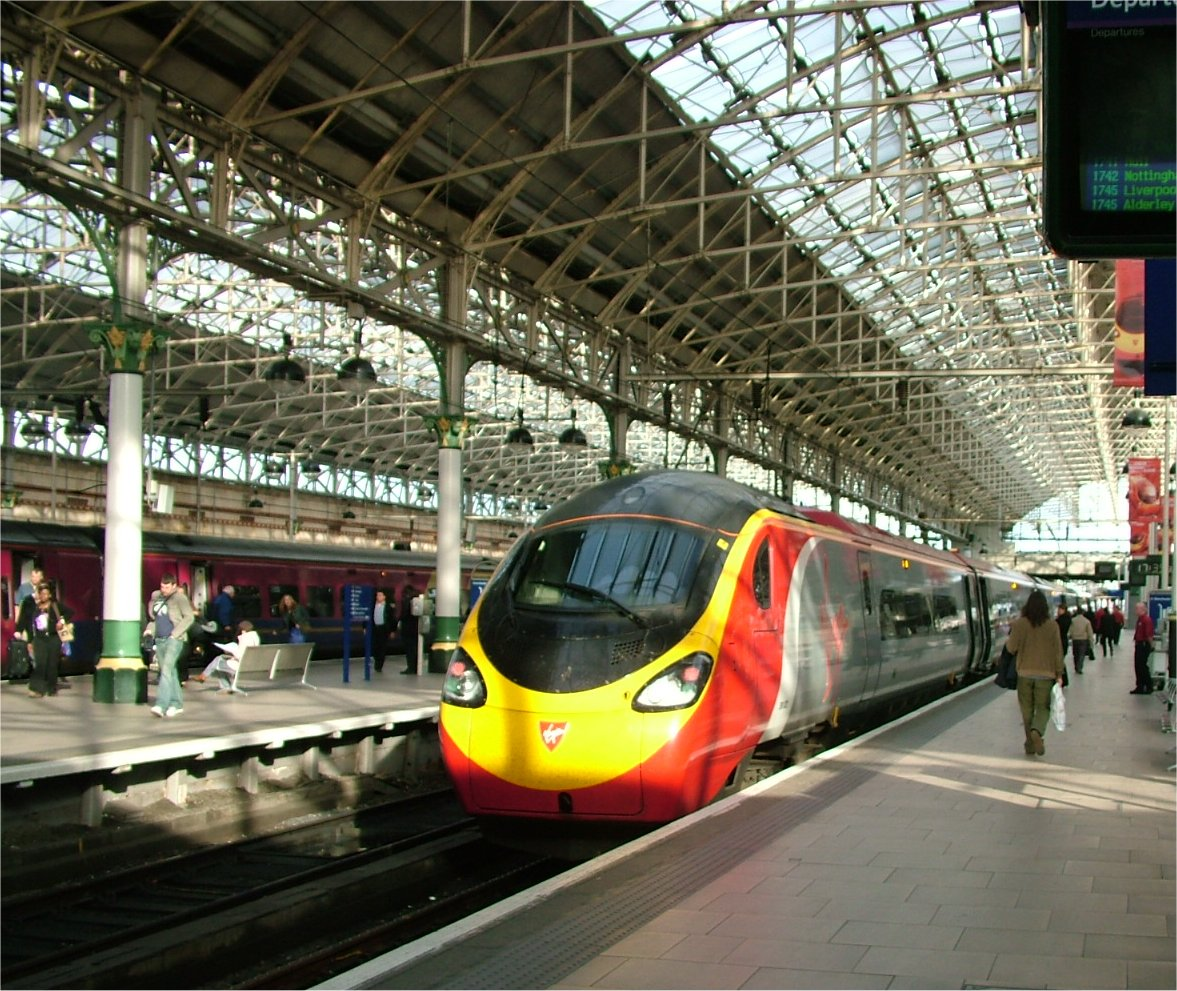
Ein Pendolino-Neigezug von Virgin Trains kurz vor der Abfahrt

Manchester Piccadilly wird zurzeit von Zügen sechs verschiedener Bahngesellschaften bedient:
Züge von Virgin Trains verkehren etwa alle zwanzig Minuten nach London Euston. Zwei der drei pro Stunde verkehrenden Züge fahren über Macclesfield bzw. Stoke-on-Trent, einer über Wilmslow bzw. Crewe. CrossCountry verbindet Manchester zweimal in der Stunde über Birmingham New Street mit Bristol Temple Meads bzw. Bournemouth.
Northern ist für den größten Teil des ausgedehnten Vorortsverkehrs der Region Manchester zuständig, hauptsächlich zu den südlichen und östlichen Vororten. Fahrtziele sind unter anderem Glossop, Marple, Sheffield, Stockport, Hazel Grove, Buxton, Macclesfield, der Flughafen Manchester, Wilmslow, Crewe, Chester, Blackpool und Southport.
TransPennine Express betreibt Züge auf drei Routen. Der North TransPennine verkehrt jede Viertelstunde nach Leeds und dann stündlich weiter nach Newcastle upon Tyne, Middlesbrough, Kingston upon Hull und Scarborough. Es gibt außerdem Nachtzüge nach York. Der South TransPennine verkehrt stündlich nach Sheffield und Cleethorpes. Schließlich verkehrt der TransPennine North West über Preston nach Blackpool, Barrow-in-Furness und Windermere. Züge von Transpennine Express bedienen auch den Flughafen Manchester.
East Midlands Trains verbindet Liverpool über Manchester mit Sheffield und Nottingham, wobei die meisten Zügen weiter nach Norwich verkehren.
Transport for Wales/Trafnidiaeth Cymru ist für die Zugsverbindungen in Richtung Wales zuständig. Angefahren werden dort Llandudno und Holyhead in Nordwales sowie Cardiff, Carmarthen und Milford Haven in Südwales.